# Storm Mountain, Alberta
Storm Mountain är ett berg i Kanada.   Det ligger i provinsen Alberta, i den södra delen av landet, 2 900 km väster om huvudstaden Ottawa. Toppen på Storm Mountain är 3 095 meter över havet, eller 332 meter över den omgivande terrängen. Bredden vid basen är 1,5 km.
Terrängen runt Storm Mountain är bergig västerut, men österut är den kuperad.Trakten runt Storm Mountain är nära nog obefolkad, med mindre än två invånare per kvadratkilometer.. Det finns inga samhällen i närheten. 
I omgivningarna runt Storm Mountain växer i huvudsak barrskog.